# Selztal zwischen Hahnheim und Ingelheim
Selztal zwischen Hahnheim und Ingelheim este o arie protejată (arie de protecție specială avifaunistică — SPA) din Germania întinsă pe o suprafață de 381 ha, integral pe uscat.

## Localizare
Centrul sitului Selztal zwischen Hahnheim und Ingelheim este situat la coordonatele 49°54′38″N 8°08′55″E / 49.9106°N 8.1486°E.

## Înființare
Situl Selztal zwischen Hahnheim und Ingelheim a fost declarat arie de protecție specială avifaunistică în ianuarie 2004 pentru a proteja 29 de specii de animale.

## Biodiversitate
Situată în ecoregiunea continentală, aria protejată nu include niciun habitat protejat.
La baza desemnării sitului se află mai multe specii protejate de  păsări (29): lăcar mare (Acrocephalus arundinaceus), lăcar-de-rogoz (Acrocephalus schoenobaenus), fluierar de munte (Actitis hypoleucos), pescăruș albastru (Alcedo atthis), gâscă cenușie (Anser anser), Ardea cinerea cinerea, erete de stuf (Circus aeruginosus), erete vânăt (Circus cyaneus), prepeliță (Coturnix coturnix), cristeiul de câmp (Crex crex), presură sură (Emberiza calandra), șoimul rândunelelor (Falco subbuteo), becațină comună (Gallinago gallinago), frunzăriță galbenă (Hippolais icterina), sfrâncioc roșiatic (Lanius collurio), grelușel-de-zăvoi (Locustella luscinioides), Luscinia svecica cyanecula, gaia neagră (Milvus migrans), codobatura galbenă (Motacilla flava), bătăuș (Philomachus pugnax), Rallus aquaticus aquaticus, pițigoi-pungar (Remiz pendulinus), mărăcinar negru (Saxicola torquatus), Tachybaptus ruficollis ruficollis, fluierar de mlaștină (Tringa glareola), fluierarul de zăvoi (Tringa ochropus), fluierarul cu picioare roșii (Tringa totanus), pupăză (Upupa epops), nagâț (Vanellus vanellus).